# Ghost Town (film 2008)
Ghost Town (trad. lett. Città fantasma) è un film del 2008 co-scritto e diretto da David Koepp.
Il film è uscito nei cinema italiani il 17 luglio 2009.

## Trama
Bertram Pincus è un dentista scontroso e misantropo.
In seguito ad una colonscopia in anestesia totale, Pincus muore per 7 minuti per poi risvegliarsi. A seguito di questo incidente sembra aver acquisito la possibilità di vedere e di parlare con i fantasmi, i quali si rivolgono alle sue abilità sovrannaturali, per poter portare a termine le faccende in sospeso che li obbligano a rimanere nel mondo. Tra questi, vi è il defunto Frank Herlihy, che chiede a Pincus di impedire alla moglie Gwen di sposare Richard, avvocato filantropo che, secondo Frank, vorrebbe sposarla solo per accedere all'ingente somma di denaro lasciatele da Frank quando era in vita.
Questa richiesta farà entrare Pincus in un triangolo amoroso dalla quale si sottrarrà Richard, scaricato improvvisamente da Gwen, che nutrirà un certo interesse per Pincus, fino a quando però non si accorgerà di tutte le conoscenze che ha di suo marito e, sentendo la spiegazione assurda di Pincus, lo lascerà definitivamente. Pincus ne uscirà con il cuore spezzato, e la sua depressione lo porterà alla fine ad esaudire alcune delle richieste dei vari fantasmi, grazie alla quale renderà felici le famiglie dei defunti, e farà finalmente riposare in pace i vari spiriti.
Prima che Gwen parta per l'Egitto per studiare le mummie della Valle dei Re, Pincus decide di aiutare Frank a poter riposare in pace rivelando il suo dispiacere per le sofferenze provocate alla moglie, ma lei non si convincerà e, andandosene, porterà Pincus sul ciglio di una strada, dove verrà investito da un autobus in corsa (proprio come successe a Frank il giorno che morì). Pincus diventa per qualche minuto un fantasma come Frank ma, grazie all'intervento di Richard riuscirà a sopravvivere, mentre Frank può finalmente riposare in pace, ora che sua moglie non è più sola.
Qualche tempo dopo, Pincus tornerà al lavoro, ma stavolta, invece di trattare con rigidezza i suoi clienti ciarlieri, deciderà di essere un uomo solare e felice.
Il film si conclude con la scena in cui Gwen andrà da Pincus a farsi curare un molare e sembra che tra i due possa rinascere l'amore.